# Donald Sangster

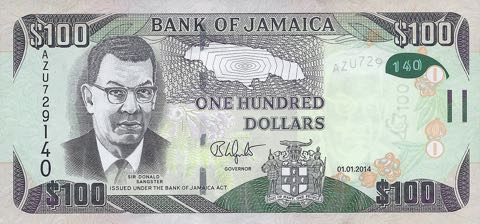
Het 100-dollarbiljet van Jamaica met de beeltenis van Donald Sangster

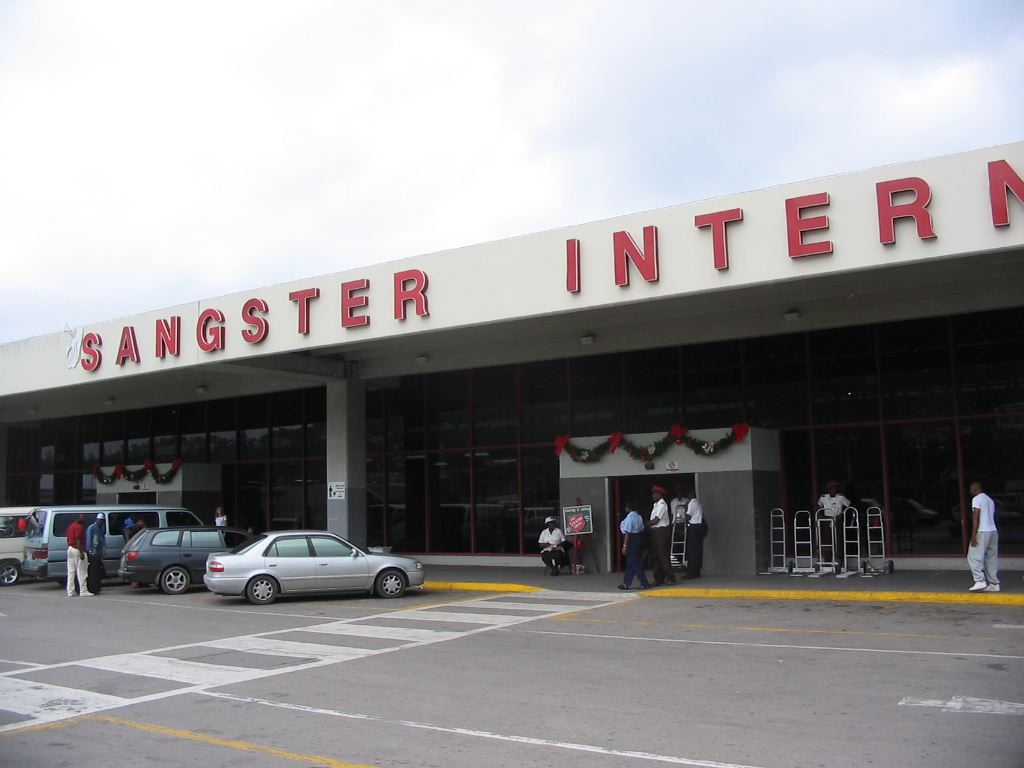
Sangster International Airport

Sir Donald Burns Sangster (Saint Elizabeth, 26 oktober 1911 - Montreal (Canada), 11 april 1967) was een Jamaicaans politicus van de Jamaica Labour Party (JLP). Hij werd in 1967 de tweede premier van zijn land.

## Carrière
Sangster studeerde rechten aan Munro College (1921-1929) en werd in 1937 advocaat. 

### Parlement
In 1944 kwam hij als onafhankelijke kandidaat voor het eerst op in nationale verkiezingen, maar hij werd niet verkozen. Hij werd lid van de JLP en bij de parlementsverkiezingen van 1949 werd hij verkozen in het parlement van Jamaica. In 1955 leed zijn partij een grote verkiezingsnederlaag maar Sangster raakte toch herkozen. Tussen 1953 en 1955 en opnieuw tussen 1962 en 1966 was hij voorzitter van het Huis van Afgevaardigden. In het parlement zetelde hij in de commissie die de Jamaicaanse grondwet voorbereidde en in 1962 nam hij deel aan de afvaardiging die in Londen de toekomst van Jamaica besprak.

### Regering
Tussen 1950 en 1953 was hij minister van Sociaal Welzijn en tussen 1953 en 1955 minister van Financiën in de regering van Alexander Bustamante. Toen de JLP in 1962 opnieuw aan de macht kwam, werd Sangster opnieuw minister van Financiën en ook vicepremier. In januari 1965 trad premier Bustamante terug om gezondheidsredenen en Sangster werd waarnemend premier en tegelijk minister van Buitenlandse Zaken, Defensie en Financiën. Na de verkiezingsoverwinning van de JLP in de parlementsverkiezingen van 1967 werd Sangster in februari benoemd tot premier, minister van Defensie en van Financiën. Korte tijd later werd hij echter ziek en hij stierf op 11 april. Hij was 55 jaar oud en vrijgezel.
Tijdens zijn regering slaagde Sangster erin dat Jamaica erkend werd als volwaardig lid van de Verenigde Naties, de Wereldbank en het Internationaal Monetair Fonds (IMF). Hij was ook gouverneur van de Wereldbank van 1963 tot zijn dood in 1967.

## Eerbewijzen
Vier dagen voor zijn dood werd Donald Sangster geridderd door koningin Elizabeth. Donald Sangster werd afgebeeld op het 100-dollarbiljet van Jamaica en de internationale luchthaven van Montego Bay werd naar hem genoemd.